# Węzeł austriacki

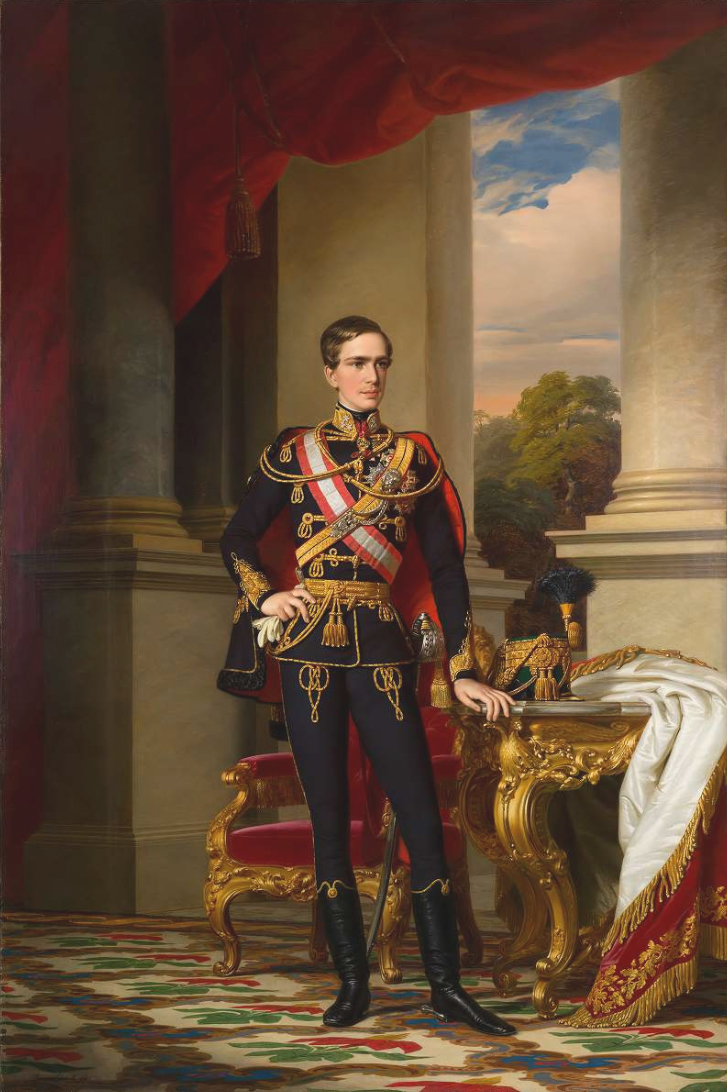
Franciszek Józef I w mundurze z węzłami austriackimi

Węzeł austriacki (tyrolski, węgierski) – rodzaj węzła ozdobnego, wykonanego kordonkiem bądź koronką, będącego częścią munduru galowego. Naszywano go zwykle na mankietach jako oznakę rangi wojskowej.
W marynistyce zaliczany jest do węzłów z grupy „turbanowych”, o czterech ramionach i trzech kierunkach.